# Потяг далі не йде
«Потяг далі не йде» (англ. Stag Night) — американський фільм жахів 2008 режисера Пітера Е. Даулінга.

## Сюжет
Головні герої – четверо хлопців, які вирішили відтягнутися на повну перед весіллям одного з них. Дорогою в чергову пивну вони сідають на останній потяг метро, де знайомляться з двома симпатичними дівчатами. Та доїхати до місця призначення молодим людям не вдається.
Вони потрапляють на покинуту станцію, де випадково стають свідками того, як бездомні жорстоко розправляються з полісменом. Наразі ж мешканці підземель оголошують полювання і на випадкових попутників, щоб навіки приховати свій злочин у темряві тунелів.

## У ролях
| Актор        | Роль   |
| ------------ | ------ |
| Кіп Парду    | Майк   |
| Брекин Мейер | Тоні   |
| Вінесса Шоу  | Брита  |
| Скотт Едкінс | Карл   |
| Карл Джиарі  | Джо    |
| Сара Берранд | Мішель |
| Рейчел Оліва | Клер   |

## Знімальна група
- Режисер — Пітер Е. Даулінг
- Сценарист — Пітер Е. Даулінг
- Продюсер — Крістофер Ебертс, Майкл Філіп, Арнольд Ріфкін
- Композитор — Бенедикт Брайдерн